# POLR2B
 Субъединица RPB2 ДНК-управляемой РНК-полимеразы II  — фермент, кодируемый у человека геном  POLR2B .
Этот ген кодирует вторую по величине субъединицу РНК-полимеразы II, полимеразы, ответственной за синтез РНК у эукариот. Эта субъединица, в комбинации по меньшей мере с двумя другими субъединицами полимеразы, образует структуру в полимеразе, которая поддерживает контакт в активном центре фермента между ДНК-матрицей и вновь синтезированной РНК.

## Взаимодействия
POLR2B, как было выявлено, взаимодействует с POLR2C, POLR2E, POLR2H и POLR2L.